# Okeanos
Okeanos (stgr. Ὠκεανός Ōkeanós, łac. Oceanus) – w mitologii greckiej największy z tytanów, personifikacja tzw. morza zewnętrznego.
Uchodził za najstarszego syna Uranosa  i Gai. Był mężem i bratem tytanidy Tetydy, z którą miał niezwykłą liczbę potomstwa – rzek wpadających do morza: ok. 3000 córek okeanid (wśród nich Urania i Eurynome) i tyluż synów oraz Metydę (Metis) – boginię mądrości. Wskutek tego uważany był za stwórcę (ojca) wszystkich rzek, m.in. takich jak Skamander, Meander, Granikos, Simois oraz Nil. 
Prawdopodobnie najstarsze z bóstw morskich; uosabiał rzekę opływającą świat zgodnie z pojęciami geograficznymi z najwcześniejszych epok greckiej kultury. Władca głębokich i bezkresnych wód, w rozumieniu Greków – „morza zewnętrznego”, od którego powstało określenie „ocean” jako rozległych wód wokół znanego świata. W starszych wersjach mitu była to ogromna rzeka oblewająca ziemię dokoła albo olbrzymie morze, po którym pływała ziemia w kształcie tarczy. 
Rządził morzami za czasów tytanów, jednak po pokonaniu ich przez Zeusa zmuszony został do przekazania władzy na rzecz Posejdona. Wtedy odosobnił się i przestał opuszczać swój pałac położony na krańcu świata. Na fryzie pergamońskiego ołtarza Zeusa przedstawiono go wraz z Nereusem i Doris w walce z gigantami.  